# غضنفر علي خان
راجا غضنفر علي خان (16 أغسطس 1895 – 1963) كان عضوًا بارزًا في رابطة مسلمي عموم الهند وملازمًا موثوقًا به لمحمد علي جناح، وعمل في الحكومة المؤقتة في الهند عام 1946 كعضو في الجمعية التشريعية المركزية في الهند.
بعد استقلال باكستان عام 1947 أصبح وزيراً للأغذية والزراعة والصحة في حكومة باكستان ثم دبلوماسياً لباكستان في العديد من البلدان من عام 1948 إلى عام 1957.